# ميتش جاربر
ميتش جاربر هو شخصية أعمال كندي، ولد في 5 سبتمبر 1964 في مونتريال في كندا.